# Staurotheca megalotheca
Staurotheca megalotheca is een hydroïdpoliep uit de familie Sertulariidae. De poliep komt uit het geslacht Staurotheca. Staurotheca megalotheca werd in 2003 voor het eerst wetenschappelijk beschreven door Vervoort & Watson. 